# Forum Schweizer Geschichte Schwyz

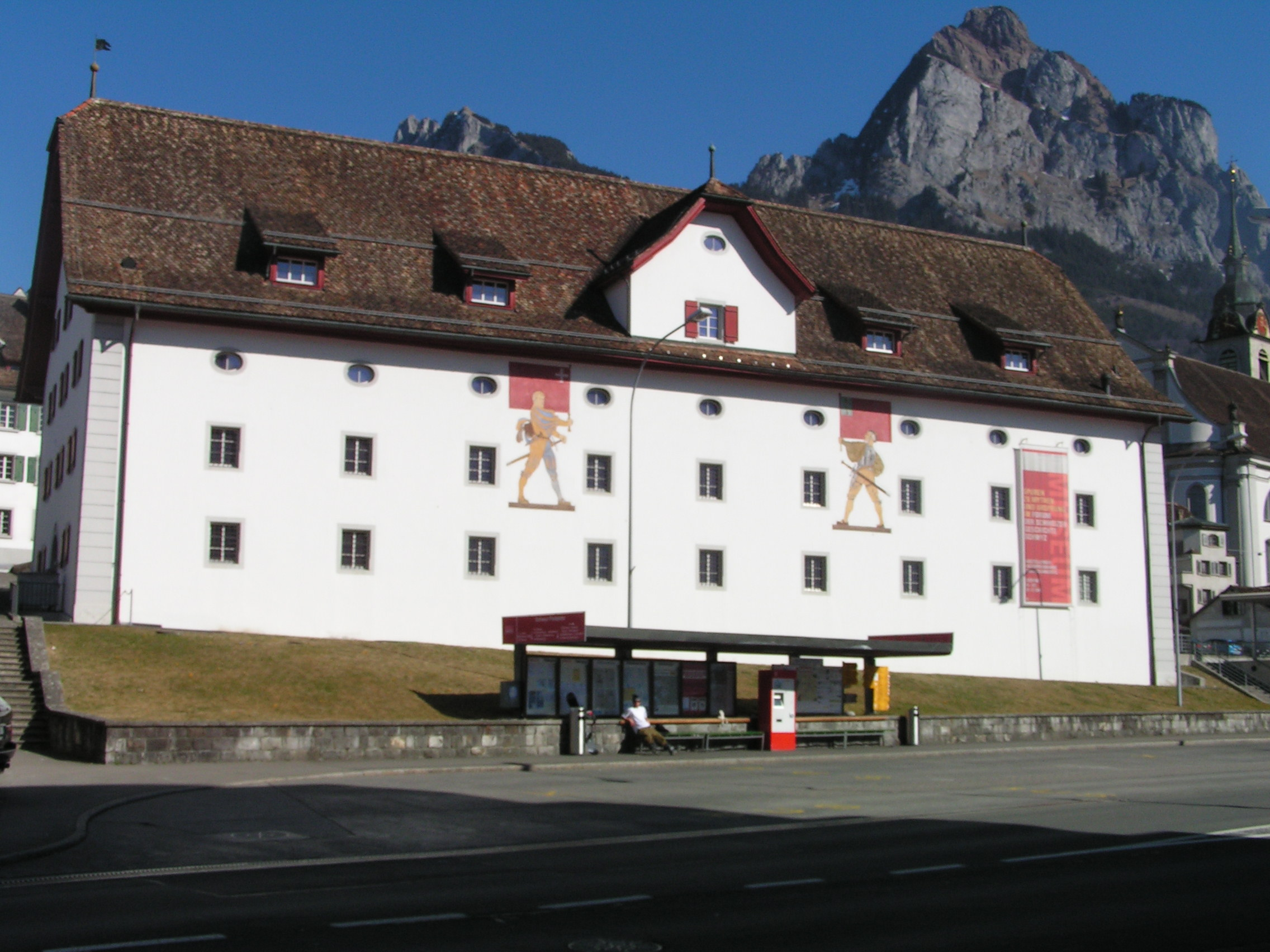
Museumsgebäude

Das Forum Schweizer Geschichte Schwyz ist ein historisches Museum in Schwyz, welches zur Museumsgruppe des Schweizerischen Nationalmuseums gehört. Es wurde 1995 im ehemaligen Korn- und Zeughaus (erbaut 1711) im Ortskern von Schwyz eröffnet. 

## Ausstellungen

### Ursprüngliche Dauerausstellung (1995–2011)

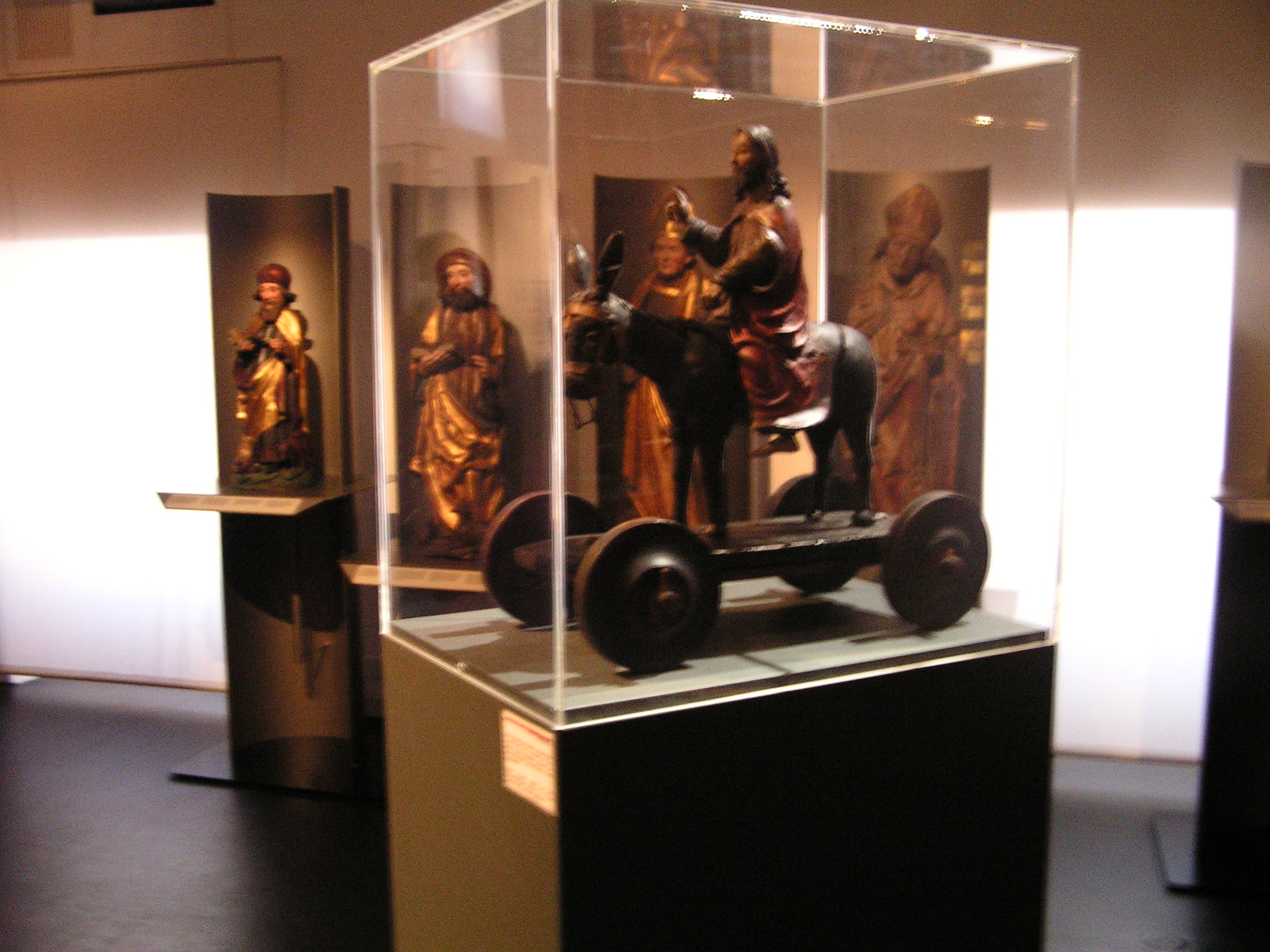
Palmesel aus dem Mittelalter: ein zeitweiliges Exponat in der früheren Dauerausstellung

Die ursprüngliche Dauerausstellung befasste sich mit dem Alltag der Bewohner der heutigen Schweiz zwischen 1300 und 1800. Im Erdgeschoss wurden städtische und ländliche Lebensformen und der Handel thematisiert, im Obergeschoss lag der Schwerpunkt bei Staat, Gesellschaft und Religion. Das Dachgeschoss informierte über die Funktion von Geschichtsbildern für den nationalen Zusammenhalt. In einer Geschichtswerkstatt konnten die Besucher Geschichte selbst neu interpretieren. Ein Treppenturm mit der Übersicht über ausgewählte Ereignisse der Schweizer Geschichte bis 1848 bildete das Verbindungselement zwischen den Stockwerken. 
Als neueres Museum wies das Forum schon zu Beginn viele Hör- und PC-Stationen auf, um den Besuchern Geschichte «greifbar» zu machen. Wegen sinkender Besucherzahlen begann die Museumsleitung 2007 mit einer Umgestaltung des Ausstellungskonzepts.

### Entstehung Schweiz(seit 2011)

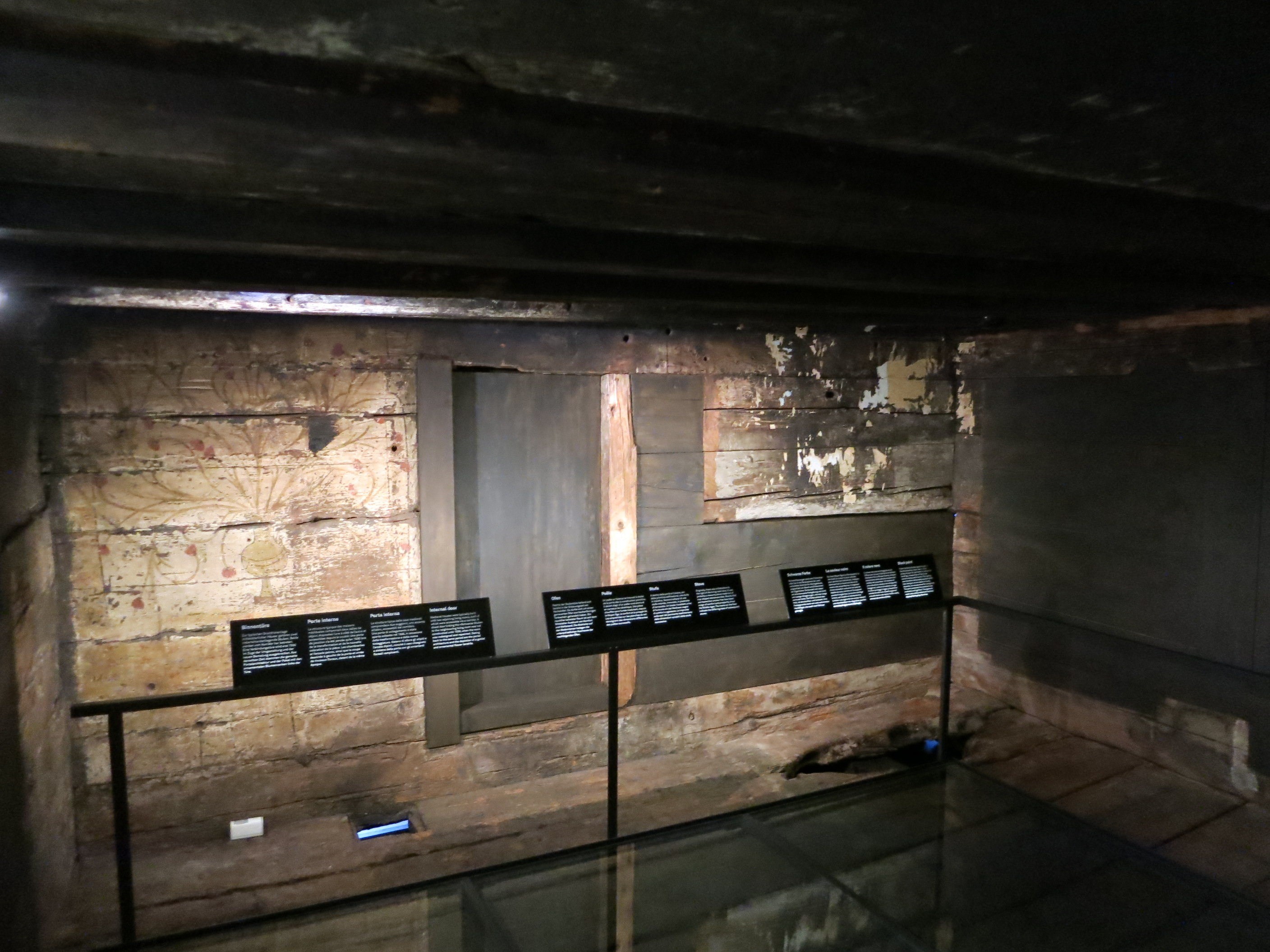
Die «Schwarze Stube»

Am 29. Oktober 2011 wurde die neue Dauerausstellung mit dem Titel Entstehung Schweiz eröffnet, welche die Entstehungszeit der Eidgenossenschaft zwischen dem 12. und dem 14. Jahrhundert aus verschiedenen Perspektiven beleuchtet. Der Treppenturm blieb erhalten, doch neu beginnt der Rundgang im Dachgeschoss, wo die Zugehörigkeit Mitteleuropas zum Heiligen Römischen Reich und der aufkommende Reichtum nord- und mittelitalienischer Städte im Mittelpunkt stehen. Dies leitet über zur Verkehrsgeschichte der Alpen im Mittelalter, welche im Obergeschoss, unter anderem mit einer Bergkonstruktion, illustriert wird. Das Erdgeschoss geht auf die damalige Situation der Zentralschweiz ein, von Fehden in den reichsunmittelbaren Talschaften bis zur Schlacht bei Sempach 1386. 
Seit dem 20. November 2015 stellt das Museum die «Schwarze Stube» aus dem Jahr 1311 aus. Die Wohnstube mit Wandmalereien kam kurz vor dem Abriss eines Schwyzer Hauses zum Vorschein und wurde als kulturhistorischer Schatz bewahrt.
Ein relevanter Teil der Objekte in der Ausstellung stammt aus der Sammlung des Schweizerischen Nationalmuseums, daneben befinden sich einige Leihgaben aus dem Ausland. Mit seiner interaktiven Dauerausstellung zur Entstehungszeit positioniert sich das Forum Schweizer Geschichte als Ergänzung zum benachbarten Bundesbriefmuseum sowie zum Landesmuseum in Zürich: Die Dauerausstellung Geschichte Schweiz im Landesmuseum setzt im 15. Jahrhundert ein, das Bundesbriefmuseum konzentriert sich auf die Bündnis- und Wirkungsgeschichte der Eidgenossenschaft bis zur Rezeption der Gründungslegenden im 19. Jahrhundert.

### Wechselausstellungen
Im Untergeschoss des Museums wechseln sich verschiedene Ausstellungen ab, vor allem solche mit einem Bezug zur Vergangenheit der Zentralschweiz; kulturhistorische Veranstaltungen (Konzerte, Referate) ergänzen das Angebot.